# Taekwondo la Jocurile Olimpice de vară din 2024

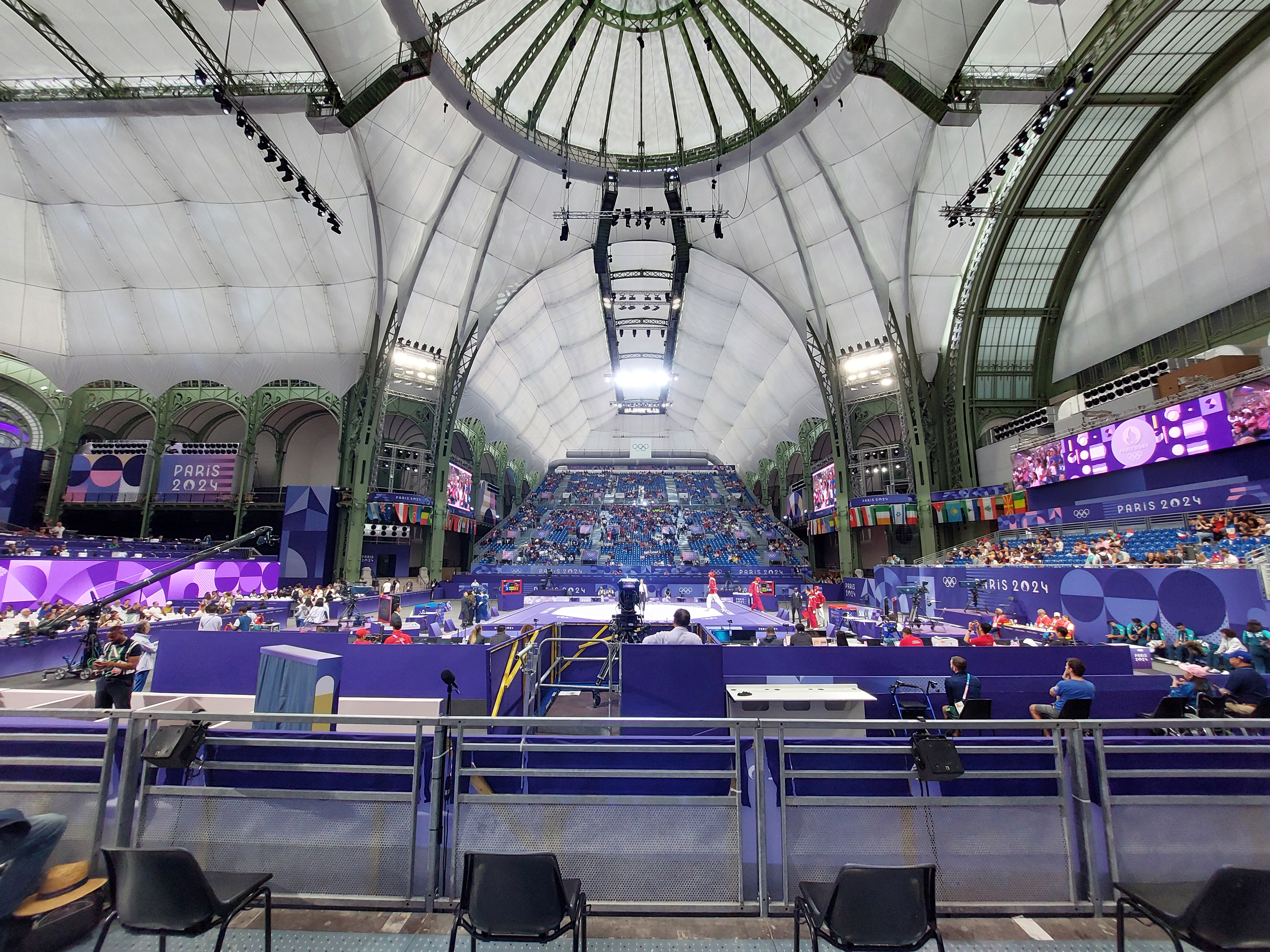
Grand Palais

Probele sportive de taekwondo la Jocurile Olimpice de vară din 2024 s-au desfășurat în perioada 7-10 august 2024 la Paris, la Grand Palais.

## Program
| Data →   | Mie 7 | Joi 8 | Vin 9 | Sâm 10 |
| Masculin | 58 kg | 68 kg | 80 kg | +80 kg |
| Feminin  | 49 kg | 57 kg | 67 kg | +67 kg |
| -------- | ----- | ----- | ----- | ------ |

## Rezultate

### Masculin
| Categorie                    | Aur                                 | Argint                                  | Bronz                                        |
| Muscă (58 kg) Detalii        | Park Tae-joon · Coreea de Sud (KOR) | Gashim Magomedov · Azerbaidjan (AZE)    | Cyrian Ravet · Franța (FRA)                  |
| Muscă (58 kg) Detalii        | Park Tae-joon · Coreea de Sud (KOR) | Gashim Magomedov · Azerbaidjan (AZE)    | Mohamed Khalil Jendoubi · Tunisia (TUN)      |
| Pană (68 kg) Detalii         | Ulugbek Rashitov · Uzbekistan (UZB) | Zaid Kareem · Iordania (JOR)            | Liang Yushuai · China (CHN)                  |
| Pană (68 kg) Detalii         | Ulugbek Rashitov · Uzbekistan (UZB) | Zaid Kareem · Iordania (JOR)            | Edival Pontes · Brazilia (BRA)               |
| Semimijlocie (80 kg) Detalii | Firas Katoussi · Tunisia (TUN)      | Mehran Barkhordari · Iran (IRI)         | Simone Alessio · Italia (ITA)                |
| Semimijlocie (80 kg) Detalii | Firas Katoussi · Tunisia (TUN)      | Mehran Barkhordari · Iran (IRI)         | Edi Hrnic · Danemarca (DEN)                  |
| Grea (+80 kg) Detalii        | Arian Salimi · Iran (IRI)           | Caden Cunningham · Marea Britanie (GBR) | Rafael Alba · Cuba (CUB)                     |
| Grea (+80 kg) Detalii        | Arian Salimi · Iran (IRI)           | Caden Cunningham · Marea Britanie (GBR) | Cheick Sallah Cissé · Coasta de Fildeș (CIV) |

### Feminin
| Categorie                    | Aur                                      | Argint                              | Bronz                                                |
| Muscă (49 kg) Detalii        | Panipak Wongpattanakit · Thailanda (THA) | Guo Qing · China (CHN)              | Mobina Nematzadeh · Iran (IRI)                       |
| Muscă (49 kg) Detalii        | Panipak Wongpattanakit · Thailanda (THA) | Guo Qing · China (CHN)              | Lena Stojković · Croația (CRO)                       |
| Pană (57 kg) Detalii         | Kim Yu-jin · Coreea de Sud (KOR)         | Nahid Kiani · Iran (IRI)            | Skylar Park · Canada (CAN)                           |
| Pană (57 kg) Detalii         | Kim Yu-jin · Coreea de Sud (KOR)         | Nahid Kiani · Iran (IRI)            | Kimia Alizadeh · Bulgaria (BUL)                      |
| Semimijlocie (67 kg) Detalii | Viviana Márton · Ungaria (HUN)           | Aleksandra Perišić · Serbia (SRB)   | Kristina Teachout · Statele Unite ale Americii (USA) |
| Semimijlocie (67 kg) Detalii | Viviana Márton · Ungaria (HUN)           | Aleksandra Perišić · Serbia (SRB)   | Sarah Chaâri · Belgia (BEL)                          |
| Grea (+67 kg) Detalii        | Althéa Laurin · Franța (FRA)             | Svetlana Osipova · Uzbekistan (UZB) | Lee Da-bin · Coreea de Sud (KOR)                     |
| Grea (+67 kg) Detalii        | Althéa Laurin · Franța (FRA)             | Svetlana Osipova · Uzbekistan (UZB) | Nafia Kuş · Turcia (TUR)                             |

## Clasament pe medalii
| Loc    | Țară                       | Aur | Argint | Bronz | Total |
| ------ | -------------------------- | --- | ------ | ----- | ----- |
| 1      | Coreea de Sud              | 2   | –      | 1     | 3     |
| 2      | Iran                       | 1   | 2      | 1     | 4     |
| 3      | Uzbekistan                 | 1   | 1      | –     | 2     |
| 4      | Franța                     | 1   | –      | 1     | 2     |
| 4      | Tunisia                    | 1   | –      | 1     | 2     |
| 6      | Thailanda                  | 1   | –      | –     | 1     |
| 6      | Ungaria                    | 1   | –      | –     | 1     |
| 8      | China                      | –   | 1      | 1     | 2     |
| 9      | Azerbaidjan                | –   | 1      | –     | 1     |
| 9      | Marea Britanie             | –   | 1      | –     | 1     |
| 9      | Iordania                   | –   | 1      | –     | 1     |
| 9      | Serbia                     | –   | 1      | –     | 1     |
| 13     | Belgia                     | –   | –      | 1     | 1     |
| 13     | Brazilia                   | –   | –      | 1     | 1     |
| 13     | Bulgaria                   | –   | –      | 1     | 1     |
| 13     | Danemarca                  | –   | –      | 1     | 1     |
| 13     | Coasta de Fildeș           | –   | –      | 1     | 1     |
| 13     | Italia                     | –   | –      | 1     | 1     |
| 13     | Canada                     | –   | –      | 1     | 1     |
| 13     | Croația                    | –   | –      | 1     | 1     |
| 13     | Cuba                       | –   | –      | 1     | 1     |
| 13     | Turcia                     | –   | –      | 1     | 1     |
| 13     | Statele Unite ale Americii | –   | –      | 1     | 1     |
| Gesamt | Gesamt                     | 8   | 8      | 16    | 32    |